# Weil (Familienname)
Weil ist ein deutscher Familienname.

## Namensträger

### A
- Abraham Weil (1834–1900), deutscher Finanzbeamter
- Adolf Weil (Mediziner) (1848–1916), deutscher Mediziner
- Adolf Weil (Rennfahrer) (1938–2011), deutscher Motocrossfahrer
- Albert Weil (1880–1945), französischer Segler
- Alexander Weil (1863–1918), österreichischer Literaturhistoriker, siehe Alexander von Weilen
- Alexander Weil (Filmemacher) (1956–2022), deutscher Journalist, Autor und Filmemacher
- Alfred Weil (Röntgenologe) (1884–1946), deutscher Röntgenologe
- Alfred Weil (* 1951),  deutscher Buddhist
- André Weil (1906–1998), französischer Mathematiker
- Andreas Weil (* 1968), deutscher Musiker, Komponist und Musikwissenschaftler
- Andrew Weil (* 1942), US-amerikanischer Mediziner
- Anne Weil, französische Filmeditorin und Drehbuchautorin
- Anton Weil (* 1989), deutscher Schauspieler
- Arthur Weil (Rabbiner) (1880–1959), französischer Rabbiner
- Arthur Weil (Mediziner) (1887–1969), deutsch-US-amerikanischer Mediziner

### B
- Barbara Weil (1933–2018), US-amerikanische Künstlerin
- Bruno Weil (Jurist) (1883–1961), deutscher Jurist und Schriftsteller
- Bruno Weil (* 1949), deutscher Dirigent

### C
- Celina Weil (* 2000), deutsches Model
- Christine Weil, deutsche Diplomatin
- Christof Weil (* 1954), deutscher Diplomat
- Cynthia Weil (1940–2023), US-amerikanische Komponistin und Musikproduzentin

### D
- Dan Weil, französischer Szenenbildner

### E
- Edgar Weil (1908–1941), deutscher Dramaturg und Kaufmann
- Edmund Weil (1879–1922), böhmischer Bakteriologe
- Ekkehard Weil (* 1949), deutscher Attentäter
- Elisheva Weil (* 1996), israelische Schauspielerin
- Else Weil (1889–1942), deutsche Ärztin, Ehefrau von Kurt Tucholsky
- Eric Weil (1904–1977), französischer Philosoph
- Ernö Weil (* 1947), deutscher Musikwissenschaftler, Intendant und Regisseur
- Ernst Weil (1919–1981), deutscher Künstler

### F
- Felix Weil (1898–1975), argentinischer Mäzen
- Francesca Weil (* 1962), deutsche Neuzeithistorikerin
- Friedrich Weil (Architekt) (1881–??), deutscher Architekt
- Friedrich Weil (General) (1895–1964), deutscher Generalmajor

### G
- Gérard E. Weil (1926–1986), französischer Theologe
- Gerhard Weil (1888–1966), deutscher Verwaltungsbeamter
- Gerry Weil (1939–2024), österreichisch-venezolanischer Jazzmusiker
- Gert Weil (* 1960), chilenischer Leichtathlet
- Gotthold Weil (1882–1960), deutscher Orientalist
- Grete Weil (1906–1999), deutsche Schriftstellerin
- Günter Weil (* 1937), deutscher Radrennfahrer
- Gustav Weil (1808–1889), deutscher Orientalist
- Gustav Weil (Politiker) (1871–1941), deutscher Politiker (SPD) und NS-Opfer
- Gustav Weil (Ingenieur) (1903–1972), deutscher Bauingenieur

### H
- Hans Weil (1898–1972), deutscher Pädagoge
- Heinrich Weil, Geburtsname von Henri Weil (1818–1909), deutsch-französischer Philologe
- Heinrich von Weil (1834–1903), österreichischer Orthopäde
- Heinrich Weil (Architekt) (1861–??), deutscher Architekt
- Heinrich Weil (Kaufmann) (1875–1942), deutscher Kaufmann
- Heinz Weil (1913–1998), deutscher Widerstandskämpfer
- Hermann Weil (Unternehmer) (1868–1927), deutsch-argentinischer Unternehmer und Mäzen
- Hermann Weil (Sänger) (1876–1949), deutscher Opernsänger (Bariton) und Dirigent

### J
- Jack Weil (1901–2008), US-amerikanischer Modeschöpfer und Unternehmer
- Jakob Weil (1380–1456), deutscher Talmudist
- Jaques-Henry Weil (1934–2016), französischer Biologe
- Jiří Weil (1900–1959), tschechischer Schriftsteller
- Jo Weil (* 1977), deutscher Schauspieler
- Joseph Weil (1828–1889), österreichischer Schriftsteller, siehe Joseph von Weilen
- Josh Weil (* 1976), US-amerikanischer Schriftsteller und Hochschullehrer
- Julius Weil (1847–??), deutscher Jurist und Schriftsteller
- Jürgen Weil (1939–2020), österreichischer Physiker und Schriftsteller

### K
- Karl von Weil (1806–1878), deutsch-österreichischer Beamter
- Karl Weil (1871–1935), deutscher Fabrikant
- Konrad Georg Weil (1927–2009), deutscher Chemiker
- Kurt Weil (1932–2012), Schweizer Jazzmusiker und Musikmanager

### L
- Lisl Weil (1910–2006), österreichisch-amerikanische Grafikerin und Schriftstellerin
- Liza Weil (* 1977), US-amerikanische Schauspielerin

### M
- Manfred Weil (1920–2015), deutscher Überlebender des Holocaust, Buchautor und Maler
- Marianne Weil (* 1947), deutsche Autorin und Regisseurin
- Mark Weil (1952–2007), usbekischer Theaterregisseur und Theaterleiter
- Martina Weil (* 1999), chilenische Leichtathletin

### N
- Nathanael Weil (1687–1769), Rabbiner und Talmudist
- Nina Weil (1932–2023), Holocaust-Überlebende[1][2]

### O
- Otto Weil (1884–1929), deutscher Maler und Grafiker

### P
- Patrick Weil (* 1956), französischer Historiker und Politikwissenschaftler
- Paul Weil (1894–1963), deutscher Mediziner
- Philip Weil (* 1990), deutscher Schauspieler
- Prosper Weil (1926–2018), französischer Jurist

### R
- Raoul Weil (* 1959), Schweizer Bankmanager
- Raymond Weil (Unternehmer) (1926–2014), Schweizer Uhrmacher und Unternehmer
- Rémi Weil (1899–1943), französischer Wasserspringer und Schwimmer
- Richard Weil (Unternehmer) (1875–1917), deutscher Apotheker und Unternehmer
- Richard Weil (Mediziner) (1876–1917), US-amerikanischer Mediziner und Hochschullehrer
- Richard Weil (Fußballspieler) (* 1988), deutscher Fußballspieler
- Robert Weil (1881–1960), österreichischer Autor und Kabarettist
- Rolf A. Weil (1921–2017), deutsch-amerikanischer Ökonom und Hochschullehrer
- Rosemarie Kerkow-Weil (* 1954), deutsche Pflegewissenschaftlerin
- Rudolf Weil (1848–1914), deutscher Bibliothekar und Numismatiker

### S
- Shraga Weil (1918–2009), israelischer Maler und Grafiker
- Sigmund Weil (Mediziner, 1860) (1860–1941), deutscher Mediziner
- Sigmund Weil (Bankier) (1871–??), deutscher Bankier und Handelsrichter
- Sigmund Weil (Mediziner, 1881) (1881–1960), deutscher Orthopäde und Hochschullehrer
- Simone Weil (1909–1943), französische Aktivistin, Philosophin und Mystikerin
- Stefan Weil (* 1963), deutscher Grafikdesigner
- Stephan Weil (* 1958), deutscher Politiker (SPD), Ministerpräsident von Niedersachsen

### T
- Tanja Weil (* 1973), deutsche Chemikerin und Hochschullehrerin
- Thomas Weil (* 1944), deutscher Architekt, Designer und Künstler
- Thorsten Weil, Domkapitular im Erzbistum Freiburg
- Tia Weil (1721–1805), Rabbiner in Baden und Gelehrter
- Torsten Weil (* 1970), deutscher Politiker

### W
- Wilhelm Weil (* 1963), deutscher Önologe und Winzer
- Wolf Weil (1912–1988), Vorsitzender der Israelitischen Kultusgemeinde in Hof, Kaufmann
- Wolfgang Weil (1912–1944/1945), österreichischer Schachspieler